# Wild Dances (sång)
Wild Dances är låten som Ruslana ställde upp med i Eurovision Song Contest 2004 i Istanbul i Turkiet. Den var inspirerad av låtarna på albumet Dyki tantsi. Bidraget vann tävlingen med 280 poäng och fick poäng av alla mottävlande länder utom Schweiz. Som singel har låten legat etta på topplistorna i Ukraina, Belgien och Grekland. I Sverige låg singeln som bäst på en åttonde plats. Låten finns både som engelskspråkig och ukrainskspråkig version. I Eurovisionen framfördes den på ukrainska, med inslag av engelska ord. Låten förekommer dessutom i datorspelet Grand Theft Auto IV.

## Listplaceringar
| Lista (2004)        | Topplacering |
| ------------------- | ------------ |
| Belgien (Flandern)  | 1            |
| Belgien (Vallonien) | 25           |
| Finland             | 20           |
| Nederländerna       | 30           |
| Schweiz             | 24           |
| Sverige             | 8            |
| Österrike           | 43           |

### Fotnoter
1. ↑  ”Listplacering”. http://www.ultratop.be/nl/showitem.asp?interpret=Ruslana&titel=Wild+Dances&cat=s. Läst 5 maj 2011.
2. ↑  ”Listplacering”. http://www.ultratop.be/fr/showitem.asp?interpret=Ruslana&titel=Wild+Dances&cat=s. Läst 5 maj 2011.
3. ↑  ”Listplacering”. http://finnishcharts.com/showitem.asp?interpret=Ruslana&titel=Wild+Dances&cat=s. Läst 5 maj 2011.
4. 1 2  ”Listplacering”. http://hitparade.ch/showitem.asp?interpret=Ruslana&titel=Wild+Dances&cat=s. Läst 5 maj 2011.
5. ↑  ”Listplacering”. http://swedishcharts.com/showitem.asp?interpret=Ruslana&titel=Wild+Dances&cat=s. Läst 5 maj 2011.
6. ↑  ”Listplacering”. http://austriancharts.at/showitem.asp?interpret=Ruslana&titel=Wild+Dances&cat=s. Läst 5 maj 2011.